# Loisy-en-Brie
Pour les articles homonymes, voir Loisy.
Loisy-en-Brie est une commune française, située dans le département de la Marne en région Grand Est.

## Géographie
Loisy-en-Brie fait partie de la route touristique du Champagne. 
| Étoges  | Montmort-Lucy | Vertus          |
| Beaunay | Loisy-en-Brie | Givry-lès-Loisy |
|         | Vert-Toulon   |                 |

### Hydrographie

#### Réseau hydrographique
La commune est dans la région hydrographique « la Seine de sa source au confluent de l'Oise (exclu) » au sein du bassin Seine-Normandie. Elle est drainée par le Surmelin, le Fossé 01 de l'Étang de Russon, le Fossé 01 du Bois de Rilan et le Fossé 01 du Petit Ailaud,.
Le Surmelin, d'une longueur de 41 km, prend sa source dans la commune  et se jette  dans la Marne à Chartèves, après avoir traversé 17 communes. 

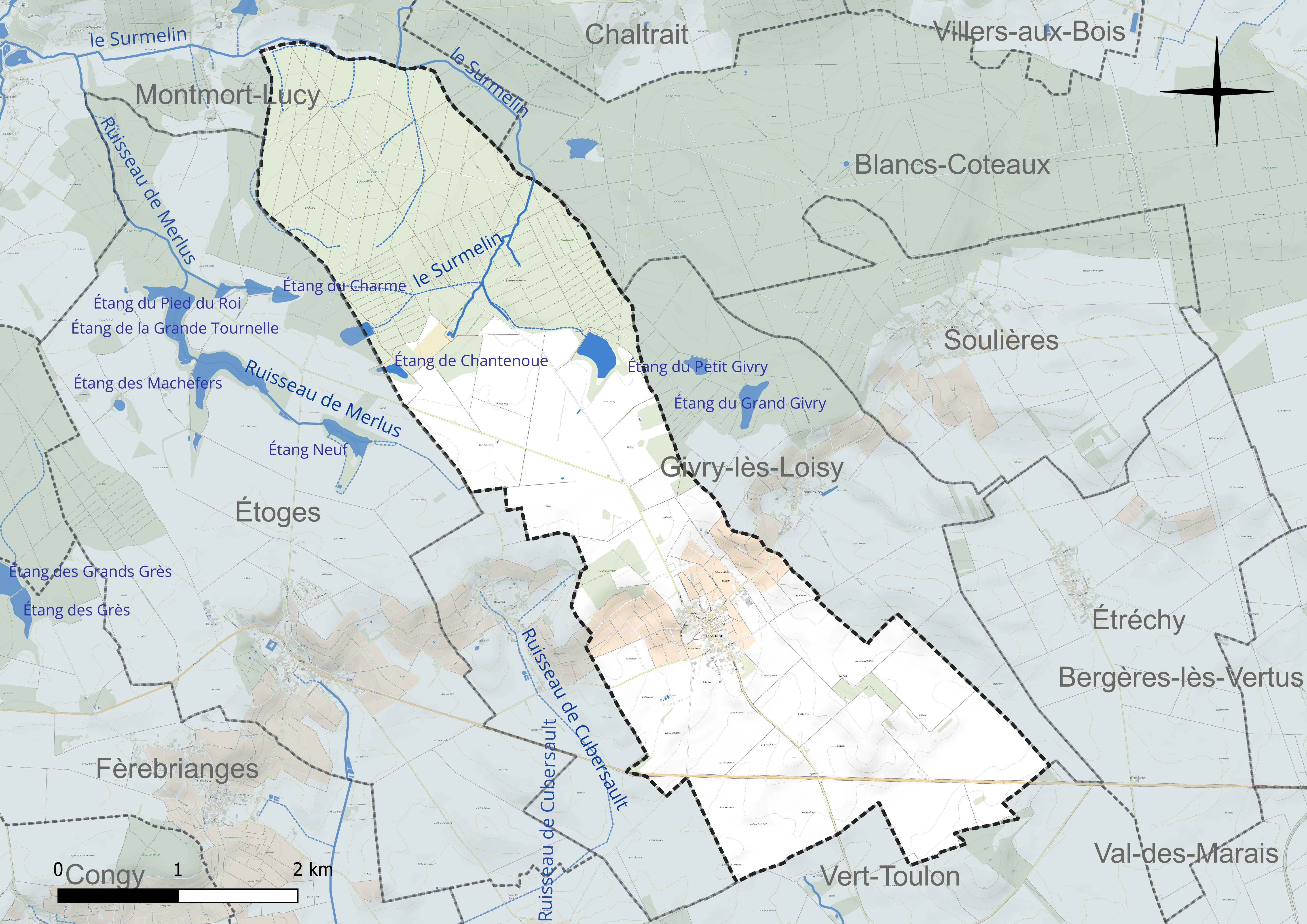
Réseau hydrographique de Loisy-en-Brie.

Trois plans d'eau complètent le réseau hydrographique : l'étang de Chantenoue, d'une superficie totale de 1,5 ha (1,3 ha sur la commune), l'étang de la Grande Borne, d'une superficie totale de 3,3 ha (0,8 ha sur la commune) et l'étang de Russon (6,7 ha),.

#### Gestion et qualité des eaux
Le territoire communal est couvert par le schéma d'aménagement et de gestion des eaux (SAGE) « Petit et Grand Morin ». Ce document de planification concerne le territoire des bassins versants du Petit Morin (630 km2) et du Grand Morin (1 185 km2) et se répartit sur trois départements (la Marne, l'Aisne et la Seine-et-Marne). Il a été approuvé le 21 octobre 2016. La structure porteuse de l'élaboration et de la mise en œuvre est le Syndicat mixte d'aménagement et de gestion des eaux (SMAGE) - EPAGE. 
La qualité des cours d’eau peut être consultée sur un site dédié géré par les agences de l’eau et l’Agence française pour la biodiversité. 

### Climat
Pour des articles plus généraux, voir Climat du Grand Est et Climat de la Marne.
En 2010, le climat de la commune est de type climat océanique dégradé des plaines du Centre et du Nord, selon une étude du Centre national de la recherche scientifique s'appuyant sur une série de données couvrant la période 1971-2000. En 2020, Météo-France publie une typologie des climats de la France métropolitaine dans laquelle la commune est exposée à un climat océanique altéré et est dans la région climatique  Nord-est du bassin Parisien, caractérisée par un ensoleillement médiocre, une pluviométrie moyenne régulièrement répartie au cours de l’année et un hiver froid (3 °C). 
Pour la période 1971-2000, la température annuelle moyenne est de 10,7 °C, avec une amplitude thermique annuelle de 16,4 °C. Le cumul annuel moyen de précipitations est de 787 mm, avec 12 jours de précipitations en janvier et 8,2 jours en juillet. Pour la période 1991-2020, la température moyenne annuelle observée sur la station météorologique de Météo-France la plus proche, « Chouilly », sur la commune de Chouilly à 18 km à vol d'oiseau, est de 11,4 °C et le cumul annuel moyen de précipitations est de 668,9 mm. 
La température maximale relevée sur cette station est de 40,3 °C, atteinte le 25 juillet 2019 ; la température minimale est de −12,3 °C, atteinte le 5 février 2012,,. 
Les paramètres climatiques de la commune ont été estimés pour le milieu du siècle (2041-2070) selon différents scénarios d'émission de gaz à effet de serre à partir des nouvelles projections climatiques de référence DRIAS-2020. Ils sont consultables sur un site dédié publié par Météo-France en novembre 2022.

## Urbanisme

### Typologie
Au 1er janvier 2024, Loisy-en-Brie est catégorisée commune rurale à habitat dispersé, selon la nouvelle grille communale de densité à sept niveaux définie par l'Insee en 2022.
Elle est située hors unité urbaine et hors attraction des villes,.

### Occupation des sols
L'occupation des sols de la commune, telle qu'elle ressort de la base de données européenne d’occupation biophysique des sols Corine Land Cover (CLC), est marquée par l'importance des territoires agricoles (62,4 % en 2018), une proportion identique à celle de 1990 (62,4 %). La répartition détaillée en 2018 est la suivante : terres arables (54,8 %), forêts (35,9 %), cultures permanentes (5,9 %), zones urbanisées (1,7 %), zones agricoles hétérogènes (1,7 %).
L'évolution de l’occupation des sols de la commune et de ses infrastructures peut être observée sur les différentes représentations cartographiques du territoire : la carte de Cassini (XVIIIe siècle), la carte d'état-major (1820-1866) et les cartes ou photos aériennes de l'IGN pour la période actuelle (1950 à aujourd'hui).

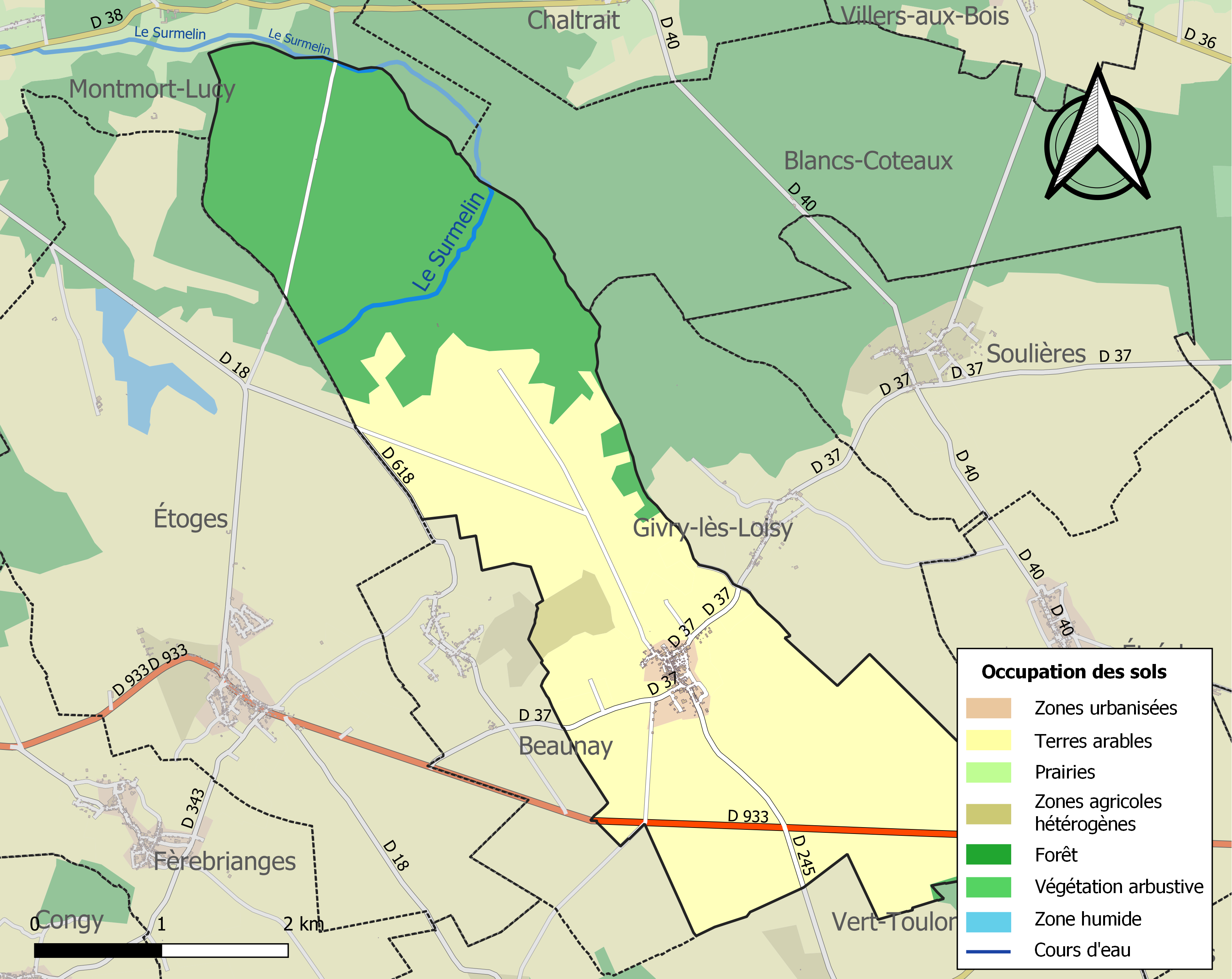
Carte des infrastructures et de l'occupation des sols de la commune en 2018 (CLC).

### Voies de communication et transports
Membre de la communauté d'agglomération Épernay, Coteaux et Plaine de Champagne, Loisy-en-Brie bénéficie du service de transport à la demande (TAD) du réseau Mouvéo. Elle dispose d'un arrêt sur la ligne Z à destination d'Épernay et de Vertus, qui propose en 2025 deux allers et deux retours par jour (du lundi au samedi hors jours fériés).

## Toponymie
Le nom de la localité est attesté sous les formes Loisi (1215) ; Losci, Loisci, Loyssi (vers 1222) ; Loisiacum (1223) ; Loysiachum (1242) ; Loisie (1248) ; Loiseium (vers 1252) ; Loysi (1267) ; Louesy, Louisy (1366) ; Loisy (1405) ; Loysiacum (1542) ; Loisie-sur-Marne (1633) ; Loissy (1728) ; Loyzy, Loizy (1734).

Paul Lebel avance l'hypothèse que les toponymes Loisy, forme ancienne Loisia , ne sont pas des domaines de Lautius, mais des lieux marécageux,.
La Brie est une région naturelle française située dans la partie orientale du Bassin parisien, entre les vallées de la Marne, de la Seine et la côte d'Île-de-France.

## Histoire
Par décret du 29 mars 2017, la commune est détachée le 31 mars 2017 de l'arrondissement de Châlons-en-Champagne pour intégrer l'arrondissement d'Épernay.

## Politique et administration

### Rattachements administratifs et électoraux

#### Rattachements administratifs
La commune se trouve dans l'arrondissement d'Épernay au sein du département de la Marne et de la région Grand Est. Avant le 31 mars 2017, Loisy-en-Brie appartenait à l'arrondissement de Châlons-en-Champagne.
Elle faisait partie depuis 1793 du canton de Vertus. Dans le cadre du redécoupage cantonal de 2014 en France, cette circonscription administrative territoriale a disparu, et le canton n'est plus qu'une circonscription électorale.

#### Rattachements électoraux
Pour les élections départementales, la commune fait partie depuis 2014 du canton de Vertus-Plaine Champenoise.
Pour l'élection des députés, elle fait partie de la cinquième circonscription de la Marne.

### Intercommunalité
Loisy-en-Brie était membre de la communauté de communes de la Région de Vertus, un établissement public de coopération intercommunale (EPCI) à fiscalité propre créé en 1994 et auquel la commune avait transféré un certain nombre de ses compétences, dans les conditions déterminées par le Code général des collectivités territoriales.
Dans le cadre des dispositions de la loi portant nouvelle organisation territoriale de la République du 7 août 2015, qui prévoit que les établissements publics de coopération intercommunale (EPCI) à fiscalité propre doivent avoir un minimum de 15 000 habitants, cette intercommunalité a fusionné avec la communauté de communes Épernay Pays de Champagne pour former, le 1er janvier 2017, la communauté d'agglomération Épernay, Coteaux et Plaine de Champagne, dont est désormais membre la commune.
Loisy-en-Brie n'est membre d'aucune autre intercommunalité.

### Liste des maires
| Période                                  | Période                      | Identité        | Étiquette | Qualité |
| ---------------------------------------- | ---------------------------- | --------------- | --------- | ------- |
| Les données manquantes sont à compléter. |                              |                 |           |         |
| avant 1876                               | après 1877                   | Aubert          |           |         |
| mars 2001                                | mars 2008                    | Alain Courty    |           |         |
| mars 2008                                | 2014                         | Jean-Luc Camiat |           |         |
| 2014                                     | En cours (au 4 juillet 2014) | Olivier Guichon |           |         |

### Jumelages
Au 1er janvier 2023, Loisy-en-Brie n'est jumelée avec aucune ville.

## Équipements et services publics

### Eau et déchets
L'approvisionnement en eau potable et l'assainissement des eaux usées sont des compétences de la communauté d'agglomération Épernay Agglo Champagne, gérées par le biais de son service « Régie Eau et Assainissement » depuis le 1er janvier 2022. La commune de Loisy-en-Brie est alimentée en eau potable par les captages de Vert-Toulon. Loisy-en-Brie accueille une station d'épuration sur son territoire. L'assainissement collectif y est assuré en régie par la communauté d'agglomération.
La communauté d'agglomération est également compétente en matière de déchets. La collecte des ordures ménagères résiduelles, des déchets recyclables et des biodéchets est réalisée en porte à porte, par mise à disposition de trois bacs distincts. La communauté d'agglomération adhèrant au syndicat de valorisation des ordures ménagères de la Marne (SYVALOM), ces déchets sont amenés au centre de transfert départemental de Pierry puis valorisés sur le site de La Veuve. La collecte du verre et des textiles se fait en apport volontaire. La communauté d'agglomération met par ailleurs trois déchèteries à disposition de ses habitants : à Magenta, Pierry et Voipreux.

### Enseignement
Loisy-en-Brie fait partie de l'académie de Reims.
La commune est rattachée au regroupement pédagogique de Val-des-Marais, dont l'école primaire, installée chemin des Hauts, compte 85 élèves (chiffres 2024-2025).
Les enfants de Loisy-en-Brie sont ensuite rattachés au collège Eustache Deschamps de Blancs-Coteaux et au lycée Stéphane-Hessel d'Épernay.

### Postes et télécommunications
Deux boîtes aux lettres de La Poste se trouvent sur le territoire de la commune, place de l'Église et Grande Rue. Le bureau de poste le plus proche est situé à Étoges. Loisy-en-Brie partage toutefois son code postal (51130) avec le bureau de poste de Vertus.

### Justice, sécurité et secours
Du point de vue judiciaire, Loisy-en-Brie relève du conseil de prud'hommes, du tribunal de commerce, du tribunal de proximité, du tribunal judiciaire, du tribunal paritaire des baux ruraux et du tribunal pour enfants de Châlons-en-Champagne, dans le ressort de la cour d'appel de Reims. Pour le contentieux administratif, la commune dépend du tribunal administratif de Châlons-en-Champagne et de la cour administrative d'appel de Nancy.
Loisy-en-Brie est située en secteur Gendarmerie nationale et dépend de la brigade de Blancs-Coteaux.
En matière d'incendie et de secours, la caserne la plus proche est celle de Vertus, rattachée au Service départemental d'incendie et de secours (SDIS) de la Marne.

## Démographie
L'évolution du nombre d'habitants est connue à travers les recensements de la population effectués dans la commune depuis 1793. Pour les communes de moins de 10 000 habitants, une enquête de recensement portant sur toute la population est réalisée tous les cinq ans, les populations de référence des années intermédiaires étant quant à elles estimées par interpolation ou extrapolation. Pour la commune, le premier recensement exhaustif entrant dans le cadre du nouveau dispositif a été réalisé en 2004.

En 2022, la commune comptait 173 habitants, en évolution de −17,62 % par rapport à 2016 (Marne : −1,19 %, France hors Mayotte : +2,11 %).
| 1793 | 1800 | 1806 | 1821 | 1831 | 1836 | 1841 | 1846 | 1851 |
| ---- | ---- | ---- | ---- | ---- | ---- | ---- | ---- | ---- |
| 569  | 588  | 551  | 505  | 511  | 438  | 514  | 540  | 540  |

| 1856 | 1861 | 1866 | 1872 | 1876 | 1881 | 1886 | 1891 | 1896 |
| ---- | ---- | ---- | ---- | ---- | ---- | ---- | ---- | ---- |
| 462  | 462  | 426  | 402  | 387  | 369  | 364  | 337  | 317  |

| 1901 | 1906 | 1911 | 1921 | 1926 | 1931 | 1936 | 1946 | 1954 |
| ---- | ---- | ---- | ---- | ---- | ---- | ---- | ---- | ---- |
| 333  | 317  | 287  | 252  | 245  | 238  | 239  | 232  | 189  |

| 1962 | 1968 | 1975 | 1982 | 1990 | 1999 | 2004 | 2006 | 2009 |
| ---- | ---- | ---- | ---- | ---- | ---- | ---- | ---- | ---- |
| 189  | 189  | 191  | 197  | 181  | 187  | 181  | 183  | 192  |

| 2014 | 2019 | 2022 | - | - | - | - | - | - |
| ---- | ---- | ---- | - | - | - | - | - | - |
| 209  | 180  | 173  | - | - | - | - | - | - |

## Économie

### Revenus de la population et fiscalité
En 2021, la commune compte 79 ménages fiscaux, regroupant 189 personnes.
Le revenu disponible par unité de consommation est alors de 24 450 €, supérieur à celui de la communauté d'agglomération d'Épernay (23 370 €), du département de la Marne (22 830 €) et de la France métropolitaine (23 080 €). Pour des raisons de secret statistique, le taux de pauvreté à Loisy-en-Brie n'est pas communiqué par l'Insee.
En matière de fiscalité locale des particuliers, les taux globaux appliqués à Loisy-en-Brie en 2024 sont de 45,55 % pour la taxe foncière sur les propriétés bâties (contre 38,33 % à l'échelle départementale), 51,26 % pour la taxe foncière sur les propriétés non bâties (contre 37,65 %), 33,45 % pour la taxe d'habitation sur les résidences secondaires et les logements vacants (contre 24,16 %) et 9,38 % pour la taxe d'enlèvement des ordures ménagères (contre 10,88 %).

### Emploi
Loisy-en-Brie appartient à la zone d'emploi d'Épernay.
En 2022, le taux d'activité des 15-64 ans est de 84,3 %, supérieur à celui de la communauté d'agglomération (77,9 %), du département (74,6 %) et de la France métropolitaine (75,3 %). Pour cette même catégorie de population, le taux de chômage est de seulement 2,3 % contre 11  % pour la communauté d'agglomération, 11,8 % pour la Marne et 11,3 % pour la France métropolitaine.
En 2022, Loisy-en-Brie compte 40 emplois, dont 47,4 % de salariés et 52,6 % de non-salariés. Avec 85 actifs y résidant, la commune a alors un indicateur de concentration d'emploi de 47,8. Dans les faits, 23,9 % des actifs résidant à Loisy-en-Brie y travaillent tandis que 76,1 % travaillent dans une autre commune.

### Entreprises, commerces et agriculture
En 2022, la commune compte 14 établissements économiquement actifs (hors agriculture).
L'Insee n'y recense aucun commerce en 2024.
En 2020, Loisy-en-Brie compte 39 exploitations agricoles, pour une surface agricole utilisée de 950 hectares et 38 emplois à temps plein. Selon l'Agreste, la production agricole de la commune est spécialisée dans la viticulture. La viticulture est en effet importante dans l’économie locale, Loisy-en-Brie faisant en effet partie des appellations d'origine contrôlée « champagne » et « coteaux-champenois ». Le village compte 32 exploitants pour 70,2 hectares de vignes. Vingt hectares, soit 26 %, sont plantés en chardonnay ; sur 43 hectares, soit 61 %, c’est du meunier et sur 7 hectares (11 %), du pinot noir.[réf. nécessaire]

## Culture locale et patrimoine

### Lieux et monuments
- L'église Saint-Georges de Loisy-en-Brie[47] possède au-dessus de son clocher une forme métallique représentant un cœur. Elle est classée monument historique depuis 1981[48].
- Gîte rural.

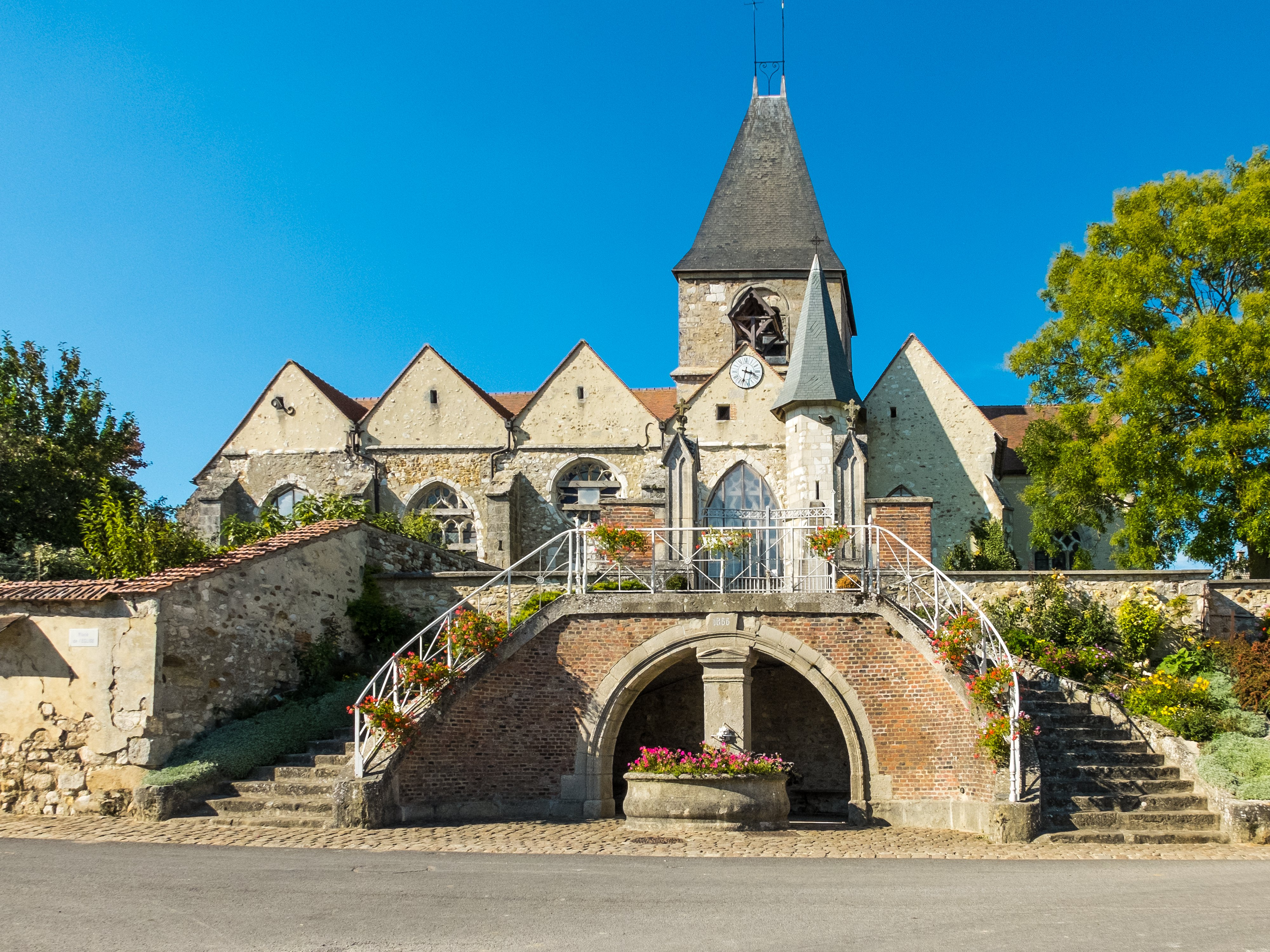
L'église et la fontaine fleurie,
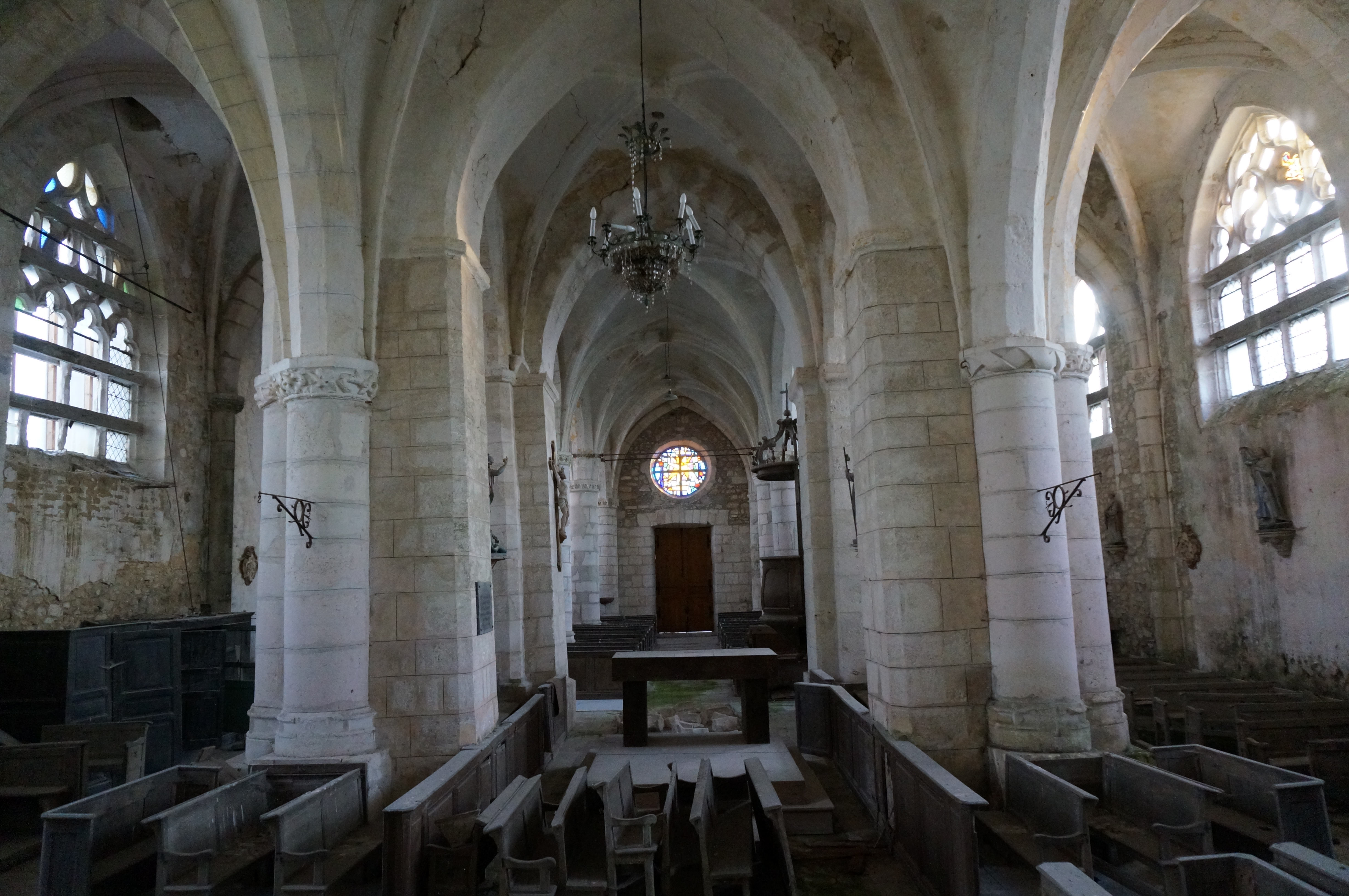
sa nef.
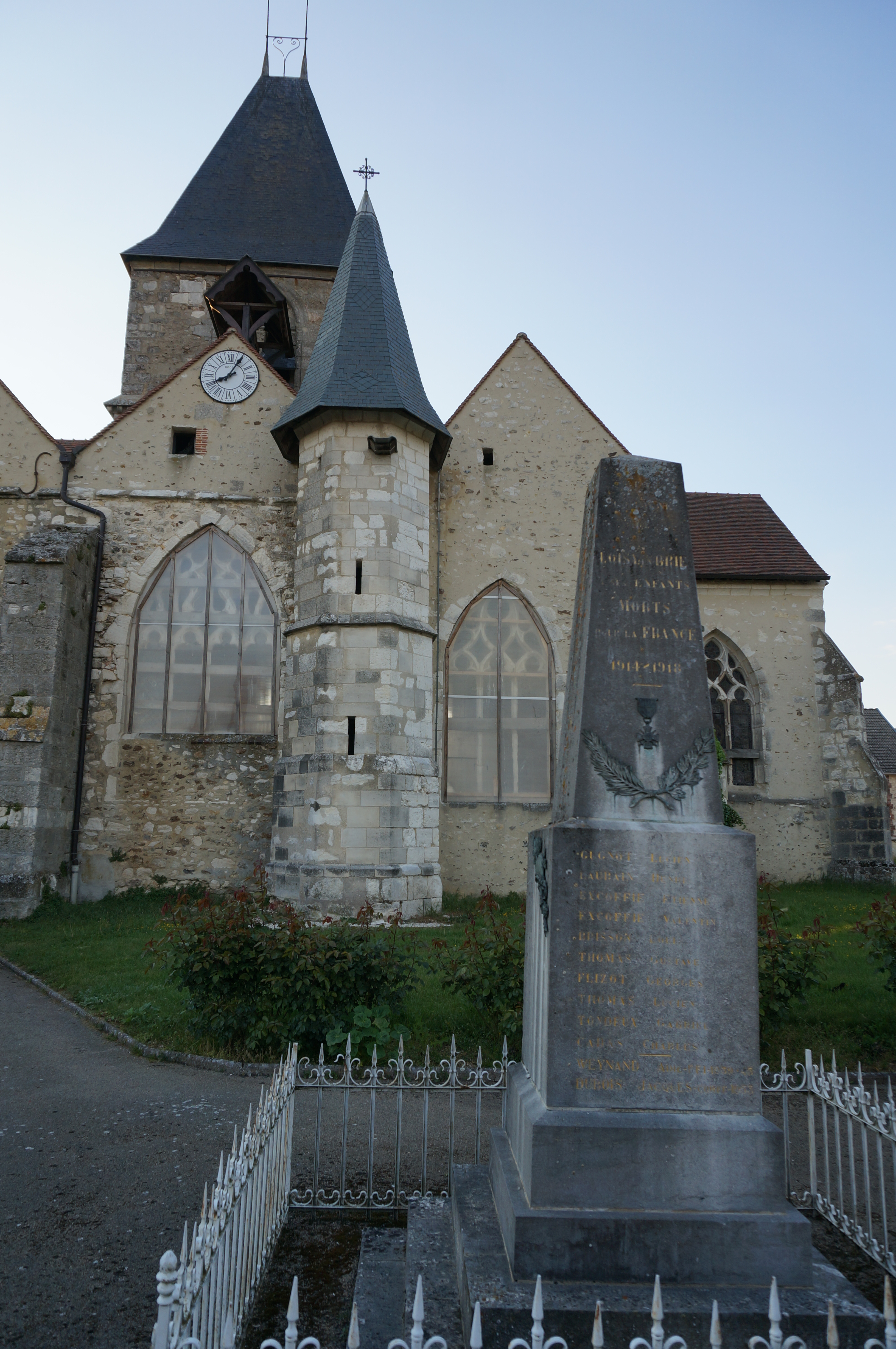
Le monument aux morts.

### Personnalités liées à la commune
- Ernest Haudos, député au Corps Législatif, utilisait sa fortune en transformant le village de Loisy. La restauration de l'église terminée, Haudos invitait le cardinal Gousset à la consacrer, le 23 septembre 1861, assisté par Mgr Bara, évêque de Châlons, dans le diocèse duquel se trouvait l'église de Loizy. Mgr Gousset rapporta comme souvenir de sa démarche le peigne liturgique de Saint-Bernard qu'il déposa au trésor de la cathédrale de Reims[49].